# Puchuncavi
Puchuncavi är en kommun i Chile.   Den ligger i provinsen Provincia de Valparaíso och regionen Región de Valparaíso, i den södra delen av landet, 110 km nordväst om huvudstaden Santiago de Chile.
Omgivningarna runt Puchuncavi är i huvudsak ett öppet busklandskap. Runt Puchuncavi är det ganska tätbefolkat, med 160 invånare per kvadratkilometer.